# Radoslav Batak
Radoslav Batak (Montenegrijns: Радослав Батак) (Novi Sad, 15 augustus 1977) is een profvoetballer uit Montenegro, die speelt als verdediger. Hij staat sinds 2012 onder contract bij de Kazachse club Tobol Kustanai, en kwam eerder onder meer uit voor Ankaraspor AŞ en Dinamo Moskou.

## Interlandcarrière
Batak vertegenwoordigde Montenegro na de ontmanteling van Servië en Montenegro. Hij maakte zijn debuut voor de nationale ploeg op 24 maart 2007 in de vriendschappelijke thuiswedstrijd tegen Hongarije, die met 2-1 werd gewonnen door Montenegro dankzij rake strafschoppen van achtereenvolgens Mirko Vučinić en Igor Burzanović. Het duel was het eerste duel voor de voormalige Joegoslavische deelrepubliek als zelfstandige staat.

## Erelijst
FK Mogren Budva
- Montenegrijns landskampioen

2011